# Neoperla collaris
Neoperla collaris är en bäcksländeart som beskrevs av Navás 1932. Neoperla collaris ingår i släktet Neoperla och familjen jättebäcksländor. Inga underarter finns listade i Catalogue of Life.